# Opération Impact
Pendant la Seconde guerre civile irakienne et la guerre civile syrienne
L'opération Impact est une intervention militaire ayant démarré en septembre 2014 de l'Armée canadienne en Irak et en Syrie dans le cadre de la coalition internationale en Irak et en Syrie. 
Cette coalition regroupe plus « 79 pays et est dirigée par les États-Unis [...] ». La coalition s'est engagée « à envoyer des frappes aériennes en Irak et en Syrie, à aider les forces irakiennes à lutter contre Daesh, à réduire à néant toutes les sources de financement du groupe, à lutter contre les déplacements des combattants qui veulent rejoindre ses rangs, ainsi qu'à lutter pour l'instauration de la paix et de la stabilité de l'Irak et de ses environs [...] ». 
Au total 1 378 sorties et 251 frappes aériennes dont 246 en Irak ont été procédé.

## Contexte
L'État islamique (EI) a profité de la guerre civile syrienne pour jeter ses bases en Syrie. Cette guerre a fait plus de 350 000 morts et a causé une grave crise humanitaire. 
En début août 2014, Daesh est entré dans les régions du Mont Sinjar et commence à faire une épuration ethnique contre le peuple Yézidis qui se réfugie derrière les montagnes. Selon Ruys et Verlinden « le 3 août, 200 000 civils auraient pris la fuite, les Nations unies ayant appelé à une tragédie humanitaire. L'avancée de Daesh dans les régions du Levant a été très rapide, dans les territoires irakiens et syriens, avec la prise de Raqqa et de Mossoul. 

## Prémisse de l'intervention
Le 7 août 2014, Barack Obama fait appel à ses alliés pour que d'autres villes irakiennes surtout Erbil et Bagdad ne tombent pas entre les mains de Daesh et stopper l'avancée du groupe sur le territoire irakien et des autres régions voisines.
Immédiatement après la décision du président Obama d'imposer des frappes aériennes ciblées en Irak, le ministre des Affaires étrangères du Canada a déclaré le soutien de son gouvernement et lui a offert son aide. Il dit aux Américains : « le Canada appuie tous les efforts, y compris le largage de fournitures et les frappes aériennes des États-Unis, pour protéger la population civile contre les terroristes de [Daech]. Nous restons solidaires de ceux qui soutiennent le peuple irakien, y compris les soldats kurdes peshmerga qui combattent courageusement ce terrorisme violent [...] ». Stephen Harper, a fait partie de l'un des premiers alliés des Américains à dire « oui » même avant la résolution 2170 de l'ONU du 14 août 2014 qui demande « aux États de coopérer et d'agir ensemble pour l'éradication et la destruction de Daesh et d'autres groupes terroristes similaires ». 
Avant même que la coalition internationale fût officiellement formée le 15 septembre 2014 lors de la conférence internationale de Paris et le Canada avait déjà envoyé « 69 soldats des forces spéciales en août 2014 malgré l'opposition de certains leaders politiques canadiens ». Ces soldats canadiens « [...] étaient sur place uniquement pour conseiller et assister les forces irakiennes ainsi que les combattants kurdes qui tentent de freiner les avancées de l'ÉI [...] ». En d'autres termes, ils devraient offrir une formation aux soldats irakiens pour éviter que la ville d'Erbil (capitale du Kurdistan) connaisse le même sort que Mossoul. Après l'envoi des forces spéciales canadiennes, le « 15 août, le gouvernement annonce le déploiement de deux avions de transport en Irak, qui effectueront 25 vols entre le 28 août et le 26 septembre 2014, livrant plus de 1 600 000 livres de fournitures militaires en Irak à partir de l'Albanie, dans le cadre d'un effort multinational ». 

## Intervention
Débutée le 4 septembre 2014, avec l'annonce du déploiement initial d'environ 70 militaires en Irak, l'opération a pris de l'ampleur le 3 octobre après l'annonce du Premier ministre Stephen Harper de l'envoi de 9 avions militaires : 6 CF-18, 2 avions de patrouille maritime CP-140 Aurora, un avion de ravitaillement CC-150 Polaris, un transporteur aérien stratégique CC-177 Globemaster III et un avion de transport CC-130J Hercules . 
Dans le cadre de l'Opération Impact, « les Forces armées canadiennes (FAC) ont effectué des frappes aériennes sur des cibles en Irak et en Syrie du 30 octobre 2014 au 15 février 2016 ». . Les forces canadiennes ont effectué leurs premières frappes aériennes en Irak en étant stationnées au Koweït. Les frappes en Irak ont débuté le 2 novembre 2014,. 
Le 30 mars 2015, le Parlement du Canada a voté pour étendre la mission en Syrie. Le Parlement canadien a voté le 7 octobre 2015 à 157 votes contre 134 pour l'intervention du Canada en Irak. En octobre 2015, le Canada avait conduit 172 frappes en Irak et en Syrie. 
Le 8 février 2016, le Parlement du Canada, à la demande du gouvernement de Justin Trudeau, octroie 1,6 milliard de dollars supplémentaires pour l'opération sur trois ans. Le 15 février, le gouvernement canadien met fin aux frappes aériennes sans pour autant retirer les troupes au sol ou les avions de la zone de combat,. Justin Trudeau annonce ainsi le retrait des CF-18 et Polaris canadiens et opte plus pour une mission de nature humanitaire en Irak et en Syrie. Il continue cependant à jouer un rôle important dans la coalition, « [...] avec deux avions de transport Hercules, du personnel médical, plus de 250 formateurs et des dizaines de soldats des forces spéciales [...] ». Selon le premier ministre, les Irakiens et les Syriens ont plus « besoin d'aide humanitaire que de bombes ». L'aide consiste en quelque sorte de consacrer « 2 milliards de dollars sur trois ans à la sécurité, à la stabilisation, à l'aide humanitaire et à l'aide au développement en réponse aux crises qui sévissent en Irak et en Syrie, ainsi qu'à leurs répercussions en Jordanie et au Liban ». 

### Bilan
Au total « 1 378 sorties et ont procédé à 251 frappes aériennes —246 en Irak ». On note une certaine différence du comportement canadien en Irak et en Syrie pour plusieurs raisons. Déjà aux yeux de la communauté internationale et selon le droit international, l'intervention en Syrie est illégitime. En effet, si en Irak le gouvernement avait demandé spécifiquement au Conseil de sécurité des Nations unies de l'aide pour stopper Daesh dans ses territoires : 
« [...] l'EIIL a établi un refuge à l'extérieur des frontières de l'Irak qui constitue une menace directe pour la sécurité de notre peuple et de notre territoire [...] la présence de ce havre de paix a rendu impossible la défense de nos frontières et exposé nos citoyens à la menace d'attaques terroristes [...]. C'est pour ces raisons que, conformément au droit international [...] nous avons demandé aux États-Unis d'Amérique de diriger les efforts internationaux visant à frapper les sites de l'EIIL et les bastions militaires, avec notre consentement exprès ». 
Ce n'était pas le cas en Syrie, en aucun cas Bachar Al-Assad, n'a demandé de l'aide au Conseil de Sécurité, « [...] la Syrie a clairement indiqué que toute intervention étrangère sur son territoire serait considérée comme un acte d'agression si elle n'était pas approuvée par elle [...] ». Ceci peut expliquer la raison pour laquelle le Canada a effectué ses premières frappes aériennes en Syrie seulement le « 8 avril 2015 et n'a mené que 5 frappes ». 
Comme l'affirme Justin Massie (professeur de département de science politique et de droit à l' Université du Québec à Montréal) : « bien que le contingent canadien soit relativement petit, il a déployé de précieux aéronefs et des forces spéciales opérant près des lignes de front de la guerre ». De même que dans l'ensemble, « le ravitailleur en vol CC-150T Polaris a effectué 782 sorties et a livré près de 46 400 000 livres de carburant aux aéronefs de la coalition et l'aéronef CP-140 Aurora a effectué 814 missions de reconnaissance ».

#### Coût
Le coût des six premiers mois de l’intervention fut annoncé le ministre de la Défense, Jason Kenney. Il se chiffrait selon lui à approximativement 122 millions de dollars. Ces chiffres furent remis en question par le Directeur parlementaire du budget (DPB), Jean-Denis Fréchette, qui a estimé les coûts à entre 128,8 et 166 million de dollars,. Le département de la Défense nationale a refusé les demandes d'accès à l'information du DPB qui n'a pu qu'estimer les coûts de l'opération et extrapoler en se basant sur les missions et opérations passés,

## Opposition à l'intervention

### Opposition au Québec
« Ça fait plus de 10 ans que le Canada intervient au Moyen-Orient avec des solutions militaires et des actions qui ont eu comme résultat d’aggraver l’instabilité, la violence et le terreau du terrorisme. »

— Amir Khadir, député de Québec solidaire

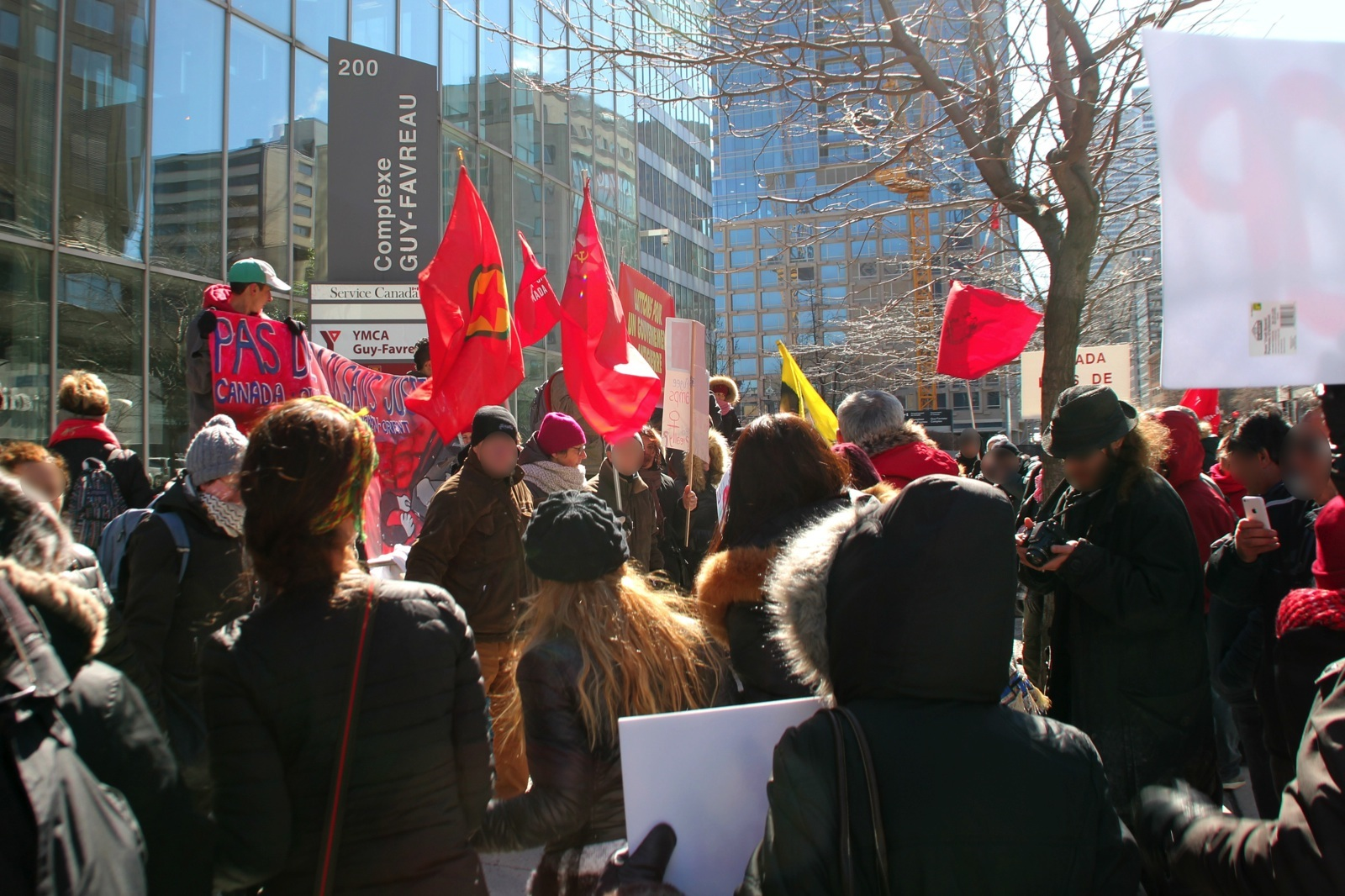
Manifestation Montréal pour la Paix contre l'intervention canadienne en Irak et en Syrie en mars 2016.

Le 8 octobre 2014, le parti provincial Québec solidaire se positionne contre la guerre en Irak et en Syrie. Le 23 octobre 2014, le Collectif Échec à la guerre tient une manifestation à Montréal contre l'intervention militaire canadienne en Irak et en Syrie

### Opposition dans le reste du Canada
Après le vote permettant l'opération, le chef de l'opposition officielle Tom Mulcair du Nouveau Parti démocratique a déclaré que le gouvernement « plonge le Canada dans une guerre prolongée sans mesures concrètes pour venir en aide aux victimes de la terreur de l'État islamique », et « ouvre la porte » à l'implication du Canada dans la guerre civile « sanglante » en Syrie.
Le Parti communiste du Canada, le Parti marxiste–leniniste du Canada et le Parti communiste révolutionnaire du Canada s'opposent officiellement à l'intervention canadienne en Irak et en Syrie.